# Bucorvus leadbeateri
Il bucorvo cafro o bucorvo di Leadbeater (Bucorvus leadbeateri (Vigors, 1825)) è un uccello della famiglia Bucorvidae.

## Descrizione
Il bucorvo di Leadbeater è un robusto uccello lungo poco meno di 1 m. Ha una livrea scura, in prevalenza nero-metallica. Il becco, particolarmente allungato, è sormontato da un caratteristico elmo. 
Insieme con il Bucorvus abyssinicus è il bucero più grande ed uno dei pochi che si cibano solo a terra.
Ha delle macchie bianche sulle ali ed una vistosa zona di pelle nuda e di colore intenso sul muso e sulla gola.

## Alimentazione
Si trattiene di preferenza sul terreno dove dà la caccia a cavallette ed altri insetti oltre a lucertole e altri piccoli vertebrati. Per nutrirsi è solito afferrare la preda dapprima con la punta del becco, quindi la getta in aria ed infine la ingoia quando questa ricade giù.

## Biologia
Questo animale vive in gruppi che contano al massimo 8 individui. Nidifica nelle cavità degli alberi e non sigilla l'ingresso del nido. In ogni gruppo si riproduce solo la coppia dominante, mentre i giovani aiutano a raccogliere il cibo  e a difendere il nido ed il territorio del gruppo che si può estendere fino a 100 chilometri quadrati.

## Distribuzione e habitat
Il bucorvo di Leadbeater è diffuso nell'Africa subsahariana, dal Kenya meridionale e dal Burundi, sino all'Angola, la Namibia, il Sudafrica e il Botswana.